# Битка за Николаев
Битката за Николаев започва на 26 февруари 2022 г., по време на руското нападение над Украйна през 2022 г. Николаев е стратегически важен град за корабостроенето на Черно море и на 4 март е „виждан като следващата ключова стъпка за руските сили по пътя към Одеса.“ Там се намира единствения мост през река Южен Буг.

## Хронология на събитията

### Март
В следобедните часове на 26 февруари 2022 г. 12 руски танка успяват да пробият в Каховка на Днепър и се насочват към Николаев. Виталий Ким, губернаторът на Николаевска област, заявява, че градът има 5 часа за подготовка. Артилерия и други оръжия също са подготвени.
Около 18:52 ч. танковете вече са в покрайнините на града и кметът нарежда на гражданите да стоят у дома си и възможно най-далече от прозорците. Малко след това, руските войски влизат в града и около 10 минути по-късно започват битка при река Южен Буг. Руските сили също превземат Николаевския зоопарк. След приблизително три часа битки, руснаците са отблъснати от украинските сили, но боевете продължават.
До ранната сутрин на 27 февруари украинските власти твърдят, че руските сили са напълно прогонени от града, като Ким публикува в Телеграм: „Николаев е наш! Слава на Украйна!“ (Миколаїв наш! Слава Україні[!]). Някои руски войници са пленени. Градът претърпява големи материални щети.
На 28 февруари руските войски настъпват от Херсон към Николаев, достигайки покрайнините на града и започват нападение в 11:00 часа.
На 1 март, според украинските власти, руска колона близо до град Бащанка, северно от Николаев, е разбита от украинските сили.
Украинските военноморски сили потапят единствената си фрегата и флагманския кораб на ВМС на Украйна – Хетман Сагайдачни в пристанището на Николаев на или преди 3 март. На този ден е публикувана снимка, показваща частично потопена фрегата на пристанището.
На 4 март министърът на отбраната на Украйна потвърждава, че фрегатата е потопена, за да не бъде пленена от руските сили. По-късно Ким обявява, че руските войски са изгонени от града, но са контраатакували. Кметът Александър Сенкевич заявява, че руските войски атакуват града от север, изток и юг. Украинските войски контролират мост, минаващ през Южен Буг, най-лесният път за руските сили да достигнат до пристанището на Одеса. По-късно, руските сили са принудени да се оттеглят от града.
На 7 март Ким заявява, че украинските сили са си върнали международното летище Николаев и цивилните вече могат да напуснат града. В 05:00 ч. руските войски започват да обстрелват града, а крилата ракета "Калибър" поразява казарма, убивайки осем войници и ранявайки 19, а други осем са в неизвестност. Междувременно се стига до тежки сблъсъци в източната част на града. На летището се разразява и танкова битка. Обстрелът спира вечерта, като украинските сили обявяват, че са отблъснали нападателите.
На 11 март Ким заявява, че украинските сили са изтласкали руските войски обратно на изток с 15 – 20 километра и също така са обградили някои части, които са преговаряли за капитулация. Той казва, че руската част, която атакува града, е сравнително слаба, но предупреждава, че по-силна може лесно да превземе града. Главният лекар на местната болница Александър Димянов твърди, че по време на битката са ранени 250 украински войници и цивилни, от които 12 загинали. Олга Диеругина, директор на криминалистичния институт в Николаев, казва пред агенция Франс прес, че моргата им е приела 120 тела по време на битката, включително 80 войници и 30 цивилни. Някои от загиналите включват и руски войници.
Ракова болница и очна клиника са бомбардирани на 12 март. На 13 март Ким заявява, че фабрика за газови турбини е била бомбардирана от руснаците. По-късно той казва, че при нападението са убити девет души. Руските сили все още контролират села на 20 километра, като само река Южен Буг не позволява на града да бъде обкръжен. Сенкевич заявява пред The Guardian, че цивилните се евакуират по пътя, водещ към Одеса, и около 250 000 са били евакуирани.
Цивилните струпват по различни части от градските улици гуми по време на битката, за да ги изгорят с коктейли Молотов и да се опитат да забавят руските войски, в случай че влязат в града, докато украинските войски са насочени към танковете им. Губернаторът на Николаевска област, Виталий Ким междувременно организира защитата и мотивира хората чрез видеоклипове, които публикува в социалните мрежи. Сержант Руслан Хода, който командва украинските сили, защитаващи летището, заявява, че руските войски изглежда извършват сондиращи атаки, за да тестват уязвимостите в отбраната си и често са предшествани от дронове за наблюдение. Генерал-майор Дмитрий Марченко, който ръководи отбраната на града, заявява, че украинските сили се опитват да сломят морала на руските войски, като ги обстрелват многократно.
Според доклад на The New York Times от 16 март, 132 тела са откарани до моргата на града.

### Април
На 8 април Украйна заявява, че "практически никакви" руски сили не са останали в района на Николаев.

### Ракетна атака на украинска военна база
На 18 март две руски ракети Калибър, изстреляни от близкия Херсон, удрят казарма на украинската армия на 36-та морска пехотна бригада (щаб квартира в Николаев), използвана за обучение на местни войници, разположена в северните предградия на Николаев. Нападението е извършено през нощта, докато войниците спят. Няма достатъчно време за тревога, тъй като ракетите са изстреляни от твърде близо в околностите на Херсон.
Първоначално е съобщено за убити 45 украински войници, като се очаква броят на загиналите да нарасне. Белгийският вестник Het Laatste Nieuws съобщава, че градската морга и украинските войници са заявили, че са убити най-малко 80 войници. Предполага се, че почти всичките 200 войници са убити, тъй като само един оцелял е бил изваден от развалините на следващия ден и температурите са достигнали под 6 °C през нощта.

### Въздушен удар по сградата на общината в Николаев
На 29 март Володимир Зеленски и местните власти заявяват, че руски ракетен удар е ударил централата на регионалната администрация в Николаев. Най-малко 35 души са убити и най-малко 33 са ранени.